# Amici Cantores
Amici Cantores è un'Associazione culturale, da tempo disciolta, con sede a Milano: essa comprendeva al proprio interno un gruppo polifonico omonimo, gli Amici Cantores, fondati nel 1987, dediti soprattutto alla polifonia rinascimentale a cappella, e un ensemble professionale di musica medievale, Stirps Iesse. Sciolta formalmente l'Associazione, il nome Amici Cantores è rimasto ad indicare il gruppo polifonico.
L'Associazione curava, oltre all'attività musicale, anche la formazione musicale dei soci, segnalando corsi e concerti interessanti, proponendo ascolti guidati, organizzando incontri con personalità utili alla crescita culturale. Il tutto su base volontaria e gratuita. Il gruppo corale continua a perseguire tali intenti.

## Storia
L'Associazione fu formalmente costituita nel 1991-92, quando il gruppo corale esisteva già da 4 anni. La prima esecuzione del coro avvenne infatti per la festa di Santa Cecilia, il 22 novembre 1987, a Milano.
Il gruppo corale è stato diretto successivamente da vari maestri: Enrico De Capitani (gregorianista dei Cantori gregoriani), Carlo Pozzoli, Giovanni Barzaghi, Antonio Eros Negri, Héctor Rodrìguez, Roberto Balconi, Giuseppe Maletto. Dal settembre 2010 ne sono direttori Stefano Torelli e Roberto Paludetto.
Il gruppo medievale Stirps Iesse, fondato da Stefano Torelli ed Enrico De Capitani, è sempre stato diretto da quest'ultimo, salvo supplenze temporanee del primo.
Oltre a svolgere attività concertistica e (per quanto riguarda il gruppo corale) periodica attività liturgica, sia gli Amici Cantores sia Stirps Iesse hanno realizzato incisioni discografiche: Amici Cantores per le Edizioni Paoline (tanto per il marchio San Paolo quanto per il marchio delle Figlie di san Paolo); solisti degli Amici Cantores hanno inciso canti gregoriani per Universal Music; Stirps Iesse ha prodotto registrazioni per le Figlie di san Paolo, la rivista specializzata Amadeus  e le edizioni Glossa.
Entrambi i gruppi hanno presentato in prima esecuzione moderna numerosi brani appositamente trascritti da membri del gruppo o da collaboratori esterni: per la parte polifonica si ricordano una Missa Brevis a 4 voci di Gasparo Pietragrua (1629), una Missa sine nomine a 6 voci e basso continuo di Ignazio Donati e alcune laudi cinquecentesche. Per la parte medievale, Enrico De Capitani ne ha curato le trascrizioni da codici gregoriani, beneventani, aquitani, francesi.
Il 2 novembre 2011 il gruppo polifonico ha presentato a Milano nell'augusta basilica di san Lorenzo, come prima italiana in tempi moderni, il Requiem a 4 voci di Tomás Luis de Victoria, nella doppia ricorrenza della commemorazione dei defunti e del quarto centenario dalla scomparsa dell'autore.
Dal 2015 il gruppo partecipa frequentemente alle liturgie in rito ambrosiano antico organizzate dal gruppo stabile milanese.

## Discografia
Ecco una selezione delle incisioni effettuate dai due gruppi, limitata ai titoli ancora presenti in catalogo nel 2013.
- 1996 - Epiphania Domini (Edizioni Paoline): Stirps Iesse
- 1997 - Noel (Edizioni Paoline): Amici Cantores
- 1997 - Missa de angelis (Edizioni Paoline): Stirps Iesse
- 1997 - Voci dal Medioevo - Il Natale nella liturgia ambrosiana (Allegato alla rivista Amadeus): Stirps Iesse
- 1998 - Natus est nobis (Edizioni Paoline): Stirps Iesse
- 2000 - G. Salvatore, Messa della Domenica (Glossa): Stirps Iesse
- 2009 - Jesu dulcis memoria - Canti gregoriani (Universal Music): Amici Cantores
- 2009 - Canto gregoriano (Edizioni Paoline): Stirps Iesse
- 2012 - Le voci degli Angeli (Edizioni Paoline): si tratta di un cofanetto che racchiude e riassume in 5 cd le opere di polifonia classica precedentemente incise dagli Amici Cantores per le Figlie di san Paolo.
- 2014 - Palestrina (Multimedia San Paolo): Amici Cantores